# Світлово (Калінінградська область)
Світлово (рос. Светлово) — селище Зеленоградського району, Калінінградської області Росії. Входить до складу Ковровського сільського поселення.
Населення — 4 особи (2015 рік).

## Населення
| 2002 | 2010 |
| ---- | ---- |
| 2    | ↗4   |